# Šentkolman
Šentkolman (nemško St. Kollmann) je naselje v Občini Grebinj v Okraju Velikovec na Koroškem v Avstriji.